# Erigeron allochrous
Erigeron allochrous là một loài thực vật có hoa trong họ Cúc. Loài này được Botsch. mô tả khoa học đầu tiên năm 1957.